# Partidul Națiunii
Partidul Națiunii (sau Partidul Națiunei) a fost denumirea pe care a purtat-o Frontul Renașterii Naționale, în urma decretului din 22 iunie 1940, conform căruia acesta devenea partid unic și totalitar, sub conducerea regelui Carol al II-lea al României.

## Apariția Partidului Națiunii și diferențele acestuia față deFrontul Renașterii Naționale

### Frontul Renașterii Naționale

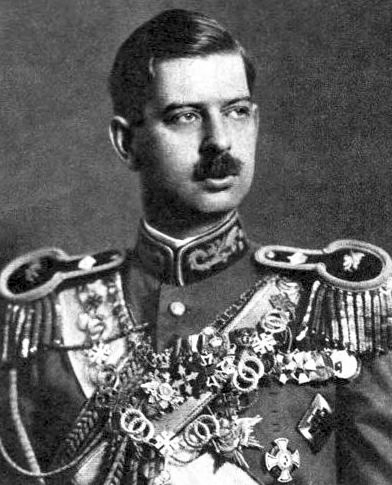
Carol al II-lea

Deși Frontul Renașterii Naționale s-a autointitulat antisemit, acesta nu a adoptat vreo măsură anti-evreiască (până în 1940), cu excepția faptului că evreii nu se puteau înscrie în partid. Partidele puternic antisemite ca Partidul Național Creștin sau Mișcarea legionară au fost ilegalizate, iar violențele stradale antisemite s-au mai domolit. Armand Călinescu, unul dintre conducătorii partidului, declara că Frontul respectă minoritățile din România. Partidul a fost susținut și de mulți oameni de stânga, cum ar fi Gala Galaction, Mihai Ralea, Petre Andrei, Gheorghe Grigorovici sau Cezar Petrescu.

### Apariția Partidului Națiunii
Situația s-a schimbat în anul 1940, când, din cauza presiunilor primite atât de la legionari, cât și de la liderii partidelor democratice sau din afara țării, Regele Carol al II-lea a apelat la pro-nazistul Ion Gigurtu pentru a forma un guvern, fondându-se astfel Partidul Națiunii. Partidul Națiunii a fost o variantă mult mai fascistă, totalitară, pro-nazistă și rasistă a Frontului Renașterii Naționale.
Carol a apelat de asemenea și la legionari pentru susținere. Astfel, Horia Sima a ajuns ministru al culturii, iar Nichifor Crainic, un antisemit notoriu și un simpatizant al legionarilor, a fost ministrul propagandei. 
Guvernul Ion Gigurtu a adoptat măsuri rasiste și în special antisemite, similare cu Legile de la Nürnberg.

### Prăbușirea
Din cauza presiunilor create de anexarea Transilvaniei de Nord de către Ungaria Hortistă, a Cadrilaterului de către Bulgaria, dar și a Basarabiei și Bucovinei de Nord de către URSS, regele Carol al II-lea a apelat la rivalul său, Ion Antonescu, pentru a instaura o dictatură militară și pentru a forma un nou guvern de uniune națională. Inițial, Antonescu a acceptat. Însă, folosindu-se de influența mai multor militari și partide politice, generalul îl forțează pe rege să abdice, în locul lui venind fiul său, Mihai. Astfel a fost instaurat Statul Național-Legionar, iar parlamentul a fost dizolvat, punând capăt existenței Partidului Națiunii.
Peste puțin timp, la ordinele lui Horia Sima, mai mulți apropiați ai regelui Carol, inclusiv lideri din Frontul Renașterii Naționale și din Partidul Națiunii au fost executați, majoritatea în urma Masacrului de la Jilava.